# Дагестанлы, Исмаил
Исмаил Дагестанлы́ (настоящее имя — Исмаил Гаджиев; азерб. İsmayıl Yusif oğlu Dağıstanlı; рут. Исмаил Гаджи; 1907—1980) — азербайджанский, советский актёр театра и кино, педагог. Народный артист СССР (1974).

## Биография
Родился 24 декабря 1906 (6 января 1907) года (по другим источникам — 26 февраля 1907) в селе Зарна Закатальского округа (ныне Гахский район Азербайджана). Рутулец.
В 1915—1922 годах учился в средней школе в селе Зарна, в 1922—1925 — в сельськохозяйственном техникуме в Нухе.
В 1925—1926 годах играл в драматическом кружке Центрального рабочего клуба в Нухе.
В 1930 году окончил Бакинский театральный техникум (ныне Азербайджанский государственный университет культуры и искусств) (учился у М. С. Кирманшахлы, А. А. Туганова), в 1957 — филологический факультет Азербайджанского государственного университета.
С 1926 года (с перерывами в 1931—1933, 1936—1938 годах) — актёр Азербайджанского драматического театра имени М. А. Азизбекова (Баку).

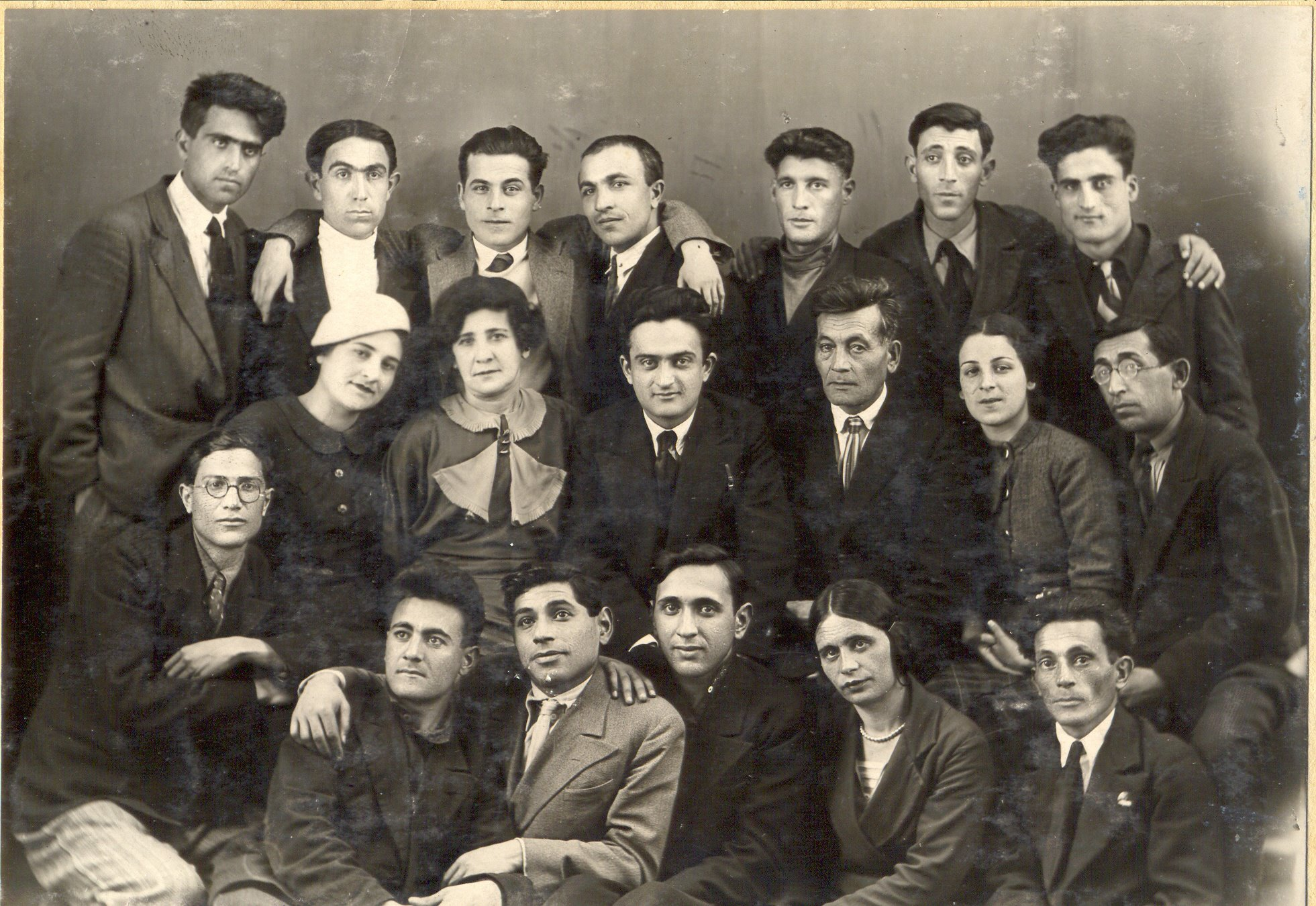
И. Дагестанлы (стоит 3-й слева) в творческом коллективе Ереванского азербайджанского государственного драматического театра им Дж. Джаббарлы

В 1931—1933 годах — организатор, руководитель и актёр Азербайджанского драматического театра в Дербенте (Дагестанская АССР), в 1936—1937 годах работал в Ереванском азербайджанском театре.
Снимался в кино.
Преподавал на кафедре сценической речи Азербайджанского государственного искусства имени М. А. Алиева (ныне — Азербайджанский государственный университет культуры и искусств), подготовил ряд талантливых молодых актёров.
Член ВКП(б) с 1940 года.
Скончался 1 апреля 1980 года (по другим источникам — 31 марта) в Баку. Похоронен на Аллее почётного захоронения.

## Награды и звания
- Заслуженный артист Азербайджанской ССР (1940)
- Народный артист Азербайджанской ССР (1949)
- Народный артист СССР (1974)[5]
- Сталинская премия второй степени (1948) — за исполнение роли С. М. Кирова в спектакле «Утро Востока» Э. Г. Мамедханлы
- Государственная премия Азербайджанской ССР (1972)[6]
- Два ордена Ленина (1949, 1967)
- Орден Трудового Красного Знамени (1959)
- Орден Дружбы народов (1977)
- Медаль «За оборону Кавказа» (1944)[7]
- Медаль «За доблестный труд в Великой Отечественной войне 1941—1945 гг.» (1946).
- Почётная грамота Президиума Верховного Совета Азербайджанской ССР (25 февраля 1958).

## Творчество

### Роли в театре
- 1935 — «Без вины виноватые» А. Н. Островского — Незнамов
- 1940 — «Ленин в 1918 году» А. Я. Каплера и Т. С. Златогоровой — Ленин
- 1947 — «Светлый путь» И. М. Эфендиева — Эльмар
- 1948 — «Вешние воды» И. М. Эфендиева — Угур
- 1958 — «Бухта Ильича» Д. Г. Меджнунбекова
- 1959 — «Отелло» У. Шекспира — Отелло.
- «Невеста огня» Дж. Джаббарлы — Горкмаз
- «Вагиф» С. Вургуна — Вагиф
- «Любовь Яровая» К. А. Тренёва — Кошкин
- «Яшар» Дж. Джаббарлы — Яшар
- «Утро Востока» Э. Г. Мамедханлы — С. М. Киров
- «Кремлёвские куранты» Н. Ф. Погодина — Ленин
- «Гезерен оджаглар» М. Ибрагимова — Н. Нариманов
- «Гроза» А. Н. Островского
- «Ханлар» С. Вургуна
- «1905 год» Дж. Джаббарлы
- «Дядя Ваня» А. П. Чехова
- «Песня осталась в горах» И. М. Эфендиева.

### Фильмография
- 1941 — «Сабухи» — Ахундов
- 1942 — «Советские истребители» — Исрафил Мамедов
- 1943 — «Подводная лодка Т-9» — Дамиров
- 1948 — «Вечерний концерт»
- 1956 — «Чёрные скалы» — Асланов
- 1958 — «Тени ползут» — Кемал Захидов
- 1960 — «Кёроглы» — Везир
- 1962 — «Великая опора» — Kərəmoğlu
- 1974 — «Мститель из Гянджабасара» — Ханхойский
- 1974 — «Агасадых Герайбейли»
- «Аббас Мирза Шарифзаде» (короткометражный, документальный) (АзТВ).